# 北一硝子
株式会社北一硝子（きたいちがらす）は、北海道小樽市にあるガラス製品の製造、販売を行う会社。

## 概要
1901年（明治34年）に創業した浅原硝子が前身。当初は石油ランプの製造を行っていたが、当時活況を呈していたニシン漁用浮玉（ブイ）の製造も手がけ、飛躍的に業績を伸ばした。
プラスチックなどによる代替品の開発や漁業の衰退が進んだ1980年代には斜陽化が進んだが、小樽運河地区の再開発に伴い開設した観光客向けの常設ギャラリーが人気を博し、照明製造販売からガラス器の販売業への業態転換に成功した。
当初からの国内外のガラスメーカー・商社商品の仕入れ販売に加えて、現在では自ら企画する商品や傘下の工場の運営のほか、レストランやカフェ、また日本酒やワイン等の酒類販売も手がけ、小樽市内だけでも10店舗以上の直営店を構える。
この成功は、後に全国各地に出現した観光地型のガラスショップ・工芸館の先駆けとなった。
小樽市内に別に存在する浅原硝子製造所は旧浅原硝子創業者の長男の事業であり、現在の北一硝子は次男による別事業である。旧浅原硝子の系譜である以外、両社の関係は特にない。

## 直営店

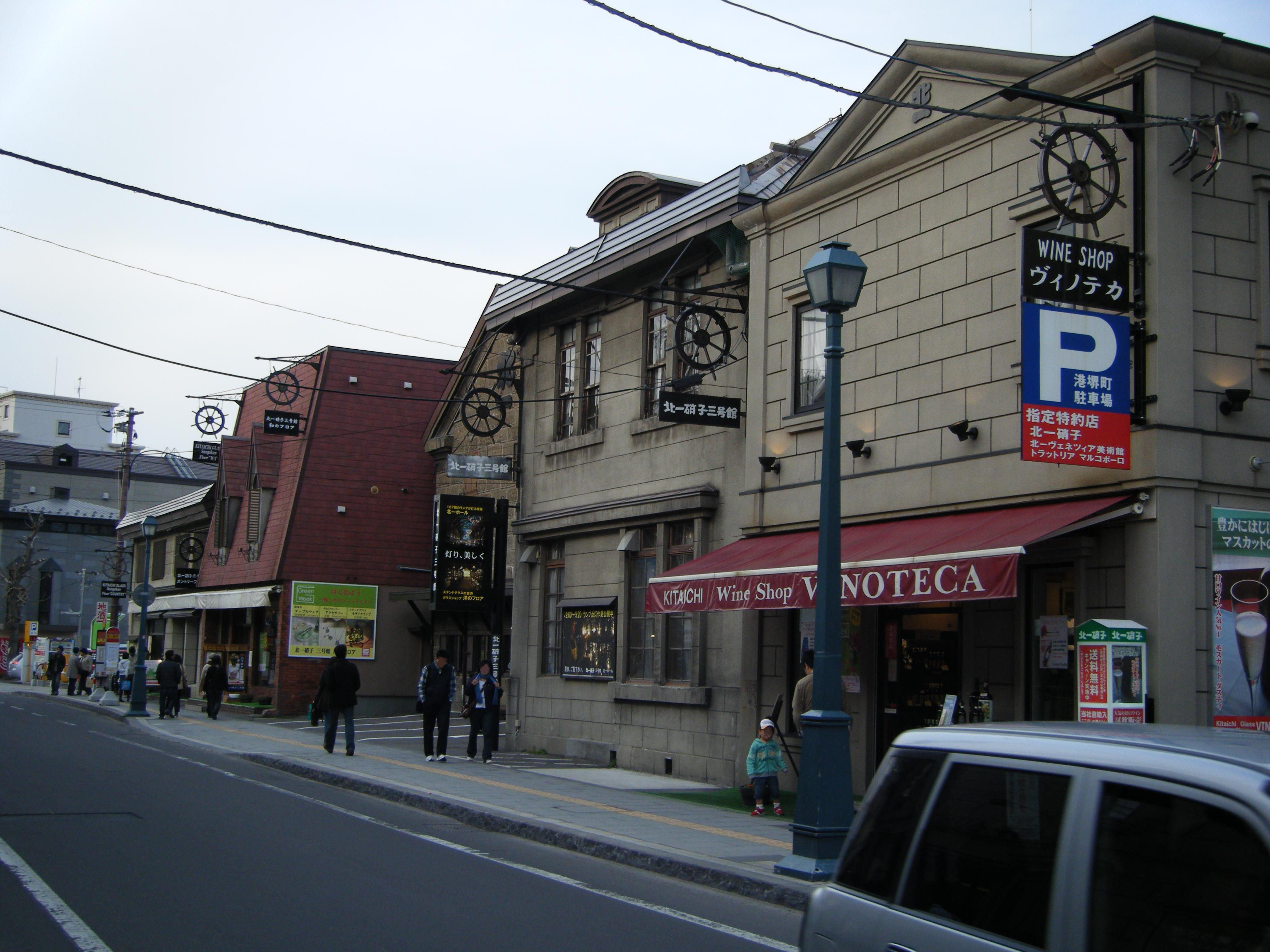
三号館・カントリー

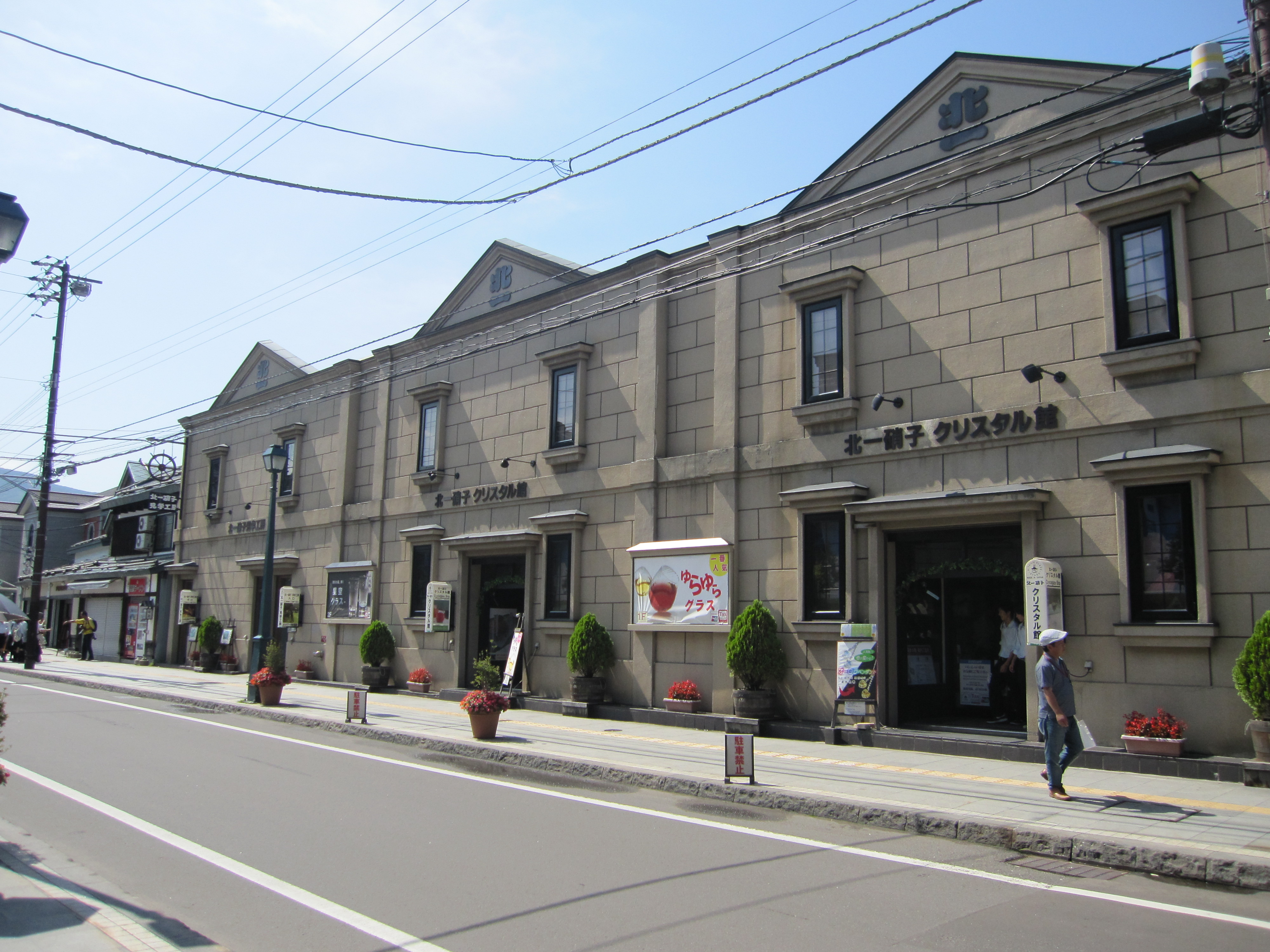
クリスタル館

### 硝子専門店
- 三号館（小樽市指定歴史的建造物）
  - 北海道小樽市堺町7-26
- クリスタル館
  - 北海道小樽市堺町6-7
- さしすせそ（醤油入れ販売店）
  - 北海道小樽市堺町7-26　北一硝子三号館隣
- 北一プラザ
  - 北海道小樽市堺町5-22
  - 1Fはアクセサリーとオルゴール、万華鏡。2Fは壺。3Fはグラスの展示と販売。
- 花園店
  - 北海道小樽市花園1-6-10
- 北一ヴェネツィア美術館（ヴェネツィアのグラッシィ宮殿をモデルにしている）
  - 北海道小樽市堺町5-27
- ギャラリーヴェニーニ
  - 北海道小樽市堺町5-28
- アウトレット
  - 北海道小樽市堺町7-20

### 酒蔵
- 地酒蔵
  - 北海道小樽市堺町7-26　北一硝子三号館内
- 地酒屋北一
  - 北海道小樽市堺町7-20
- ワインショップ ヴィノテカ
  - 北海道小樽市堺町7-26　北一硝子三号館内

### 飲食店
- 北一ホール

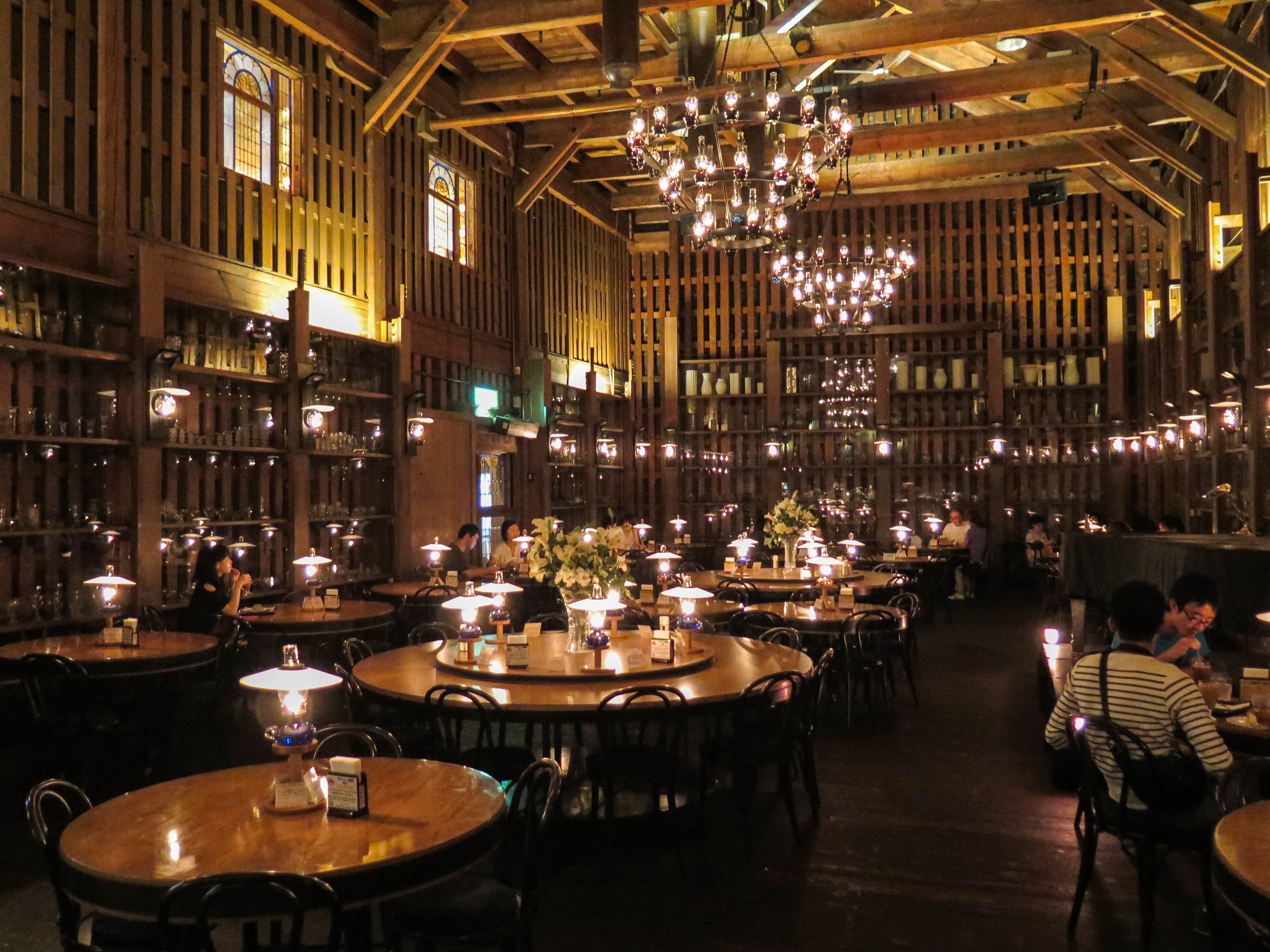
北一ホール

  - 北海道小樽市堺町7-26　北一硝子三号館内
- トラットリアマルコポーロ
  - 北海道小樽市堺町5-30
- テラス
  - 北海道小樽市堺町7-26　北一硝子三号館内
- 九番倉
  - 北海道小樽市堺町7-26　北一硝子三号館内
- ヴェネツィアカフェテリア
  - 北海道小樽市堺町5-30
- 見学硝子工房
  - 北海道小樽市堺町6-7